# Дурдубак
Дурдубак (дурбак, тобак, дурбахер) је врста пијавице која се не храни крвљу, него једе жив плен, најчешће глисте, рачиће, инсекте и друге пијавице. Живи у муљу на дну река, језера и бара и врло је брза, а одличан је мамац за сома, мрену, клена и шарана.
Позната је и под називом коњска пијавица (Haemopis sanguisuga), иако нема никакве везе с коњима.